# Руда-Сілецька
Руда-Сілецька — село в Україні, у Кам'янка-Бузькій міській громаді, Львівського району Львівської області. До 2020 року Руда-Сілецька разом з селами Гайок, Руда та Прибужани підпорядковувалися Прибужанівській сільській раді, нині орган місцевого самоврядування — Кам'янка-Бузька міська рада Населення становить 273 особи.

## Географія
Село Руда-Сілецька розташоване на правому березі ріки Західний Буг, за 50 км від міста Львова — одночасно обласного та районного центру, а також за 10 км від адміністративного центру міської громади та 10 км до найближчої залізничної станції Кам'янка-Бузька.
Вулиці
У селі Руда-Сілецька налічується 2 вулиці.
- Пісочна
- Радехівська

## Населення
Станом на 1 січня 1939 року у селі Руда-Сілецька мешкало 1630 осіб, з них: 1030 українців, 580 поляків та 20 юдеїв. За даними всеукраїнського перепису населення 2001 року у селі мешкало 326 осіб, у 2021 році — 273 особи.
Мова
Розподіл населення за рідною мовою за даними перепису 2001 року був наступним:
| українська | 326 | 99,36 |

## Історія
Перша згадка у джерелах про село датується 1550 роком. До другої світової війни села Руда Сілецька та Руда були одним селом, яке мало назву Руда.
Власником маєтку до якого входило й село Руда, у другій половині XIX століття був граф Кароль Мієр (пом. 1885). По смерті графа маєток перейшов у спадок його дружині графині Гелені Мієр.
У 1892—1893 роках у селі збудована греко-католицька церква святого Великомученика Юрія, у 1903 році — римсько-католицька каплиця Матінки Божої Фатімської.
До 1934 року село Руда-Сілецька була адміністративним центром однойменної ґміни у Камінецькому повіті, Тернопільського воєводства. У зв'язку з адміністративно-територіальною реформою у II Речі Посполитій 1 серпня 1934 року село було включено до новоствореної сільської ґміни Камьонка Струмілова.

## Пам'ятки, визначні місця

### Церква святого Великомученика Юрія
Церква святого Юрія збудована у 1892—1893 роках. 
У повоєнний час греко-католицька церква святого Великомученика Юрія належала до РПЦ та була діючою. Тривалий час парохом був о. Василь Мельник (пом. 1974) і Служби Божі за нього правилися у візантійському обряді. Після о. Василя у церкві правили о. Теофіл Ванджала (пом. 1988), о. Василь Буцько. Коли громада хотіла перейти до УГКЦ, о. Василь Бучко відмовився, і громада, перейшовши одностайно до УГКЦ, запросила іншого священика. У 1990 році о. Ярослав Куць (пом. 2008) перевів церкву та громаду в лоно УГКЦ. Релігійна громада УГКЦ парафії святого Великомученика Юрія у селі Руда-Сілецька зареєстрована 17 вересня 1991 року. Його наступник о. Юрій Ленчик (пом. 2005) правив у 1995-2005 роках і за нього побудували дзвіницю, цвинтарну каплицю, поштукатурили церкву.
З 29 січня 2006 року на парафію церкви святого Великомученика Юрія села Руда Сілецька був призначений о. Богдан Стефанишин, який є настоятелем храму й донині. Кожного року, а саме у Хрестопоклінну неділю, відбувається Хресна Дорога по вулицях села, за участю великої кількості людей. У 2006 році парафію відвідав перший раз о. Василь Вороновський, який служив разом з настоятелем Службу Божу і відчитував молитви на оздоровлення. В місяці жовтні громада урочисто зустріла фігуру Фатімської Божої Матері, яка була привезена з Фатіми, і була благословенна Святійшим Отцем Іваном Павлом II. У жовтні 2006 року Правлячий Архієрей Сокальської єпархії Владика Михаїл Колтун посвятив каплицю Матері Божої біля церкви. Спільно з римо-католицькою громадою, при великій кількості вірних 13 травня 2007 року відбулися святкування з нагоди 70-ліття об'явлення Пресвятої Богородиці у Фатімі.
На запрошення о. Богдана парафію часто відвідував о. Василь Вороновський, а 10 лютого 2008 року сестри Служебниці привезли мощі блаженної Йосафати Гордашевської. У 2010 році парафія святкувала 120-ліття храму святого Юрія. Під час святкувань на парафії два тижні перебувала чудотворна ікона Кристинопільської Матері Божої та мощі святого Пантелеймона-цілителя. Упродовж 21-22 жовтня 2017 року в селі Руда Сілецька відбулася Проща до Святого Папи Івана Павла II з нагоди 100-ліття об'явлення Пресвятої Богородиці у Фатімі, а 20-22 жовтня 2018 року відбулася друга Проща до Святого Папи Івана Павла II. 21 жовтня, в храмі святого Великомученика Юрія, в часі архієрейської Божественної Літургії, Кир Михайло (Колтун), єпископ Сокальсько-Жовківський, рукоположив у чин священика протодиякона Ігоря Лемика.
У храмі Святого Юрія зберігаються реліквії святого папи Івана Павла II — літургійні ризи, чаша та дискос, подаровані понтифіком під час його візиту в Україну у червні 2001 року (під час візитації до Архикатедрального собору Святого Юра у Львові). Адміністратором парафії є о. Богдан Стефанишин. 

### Каплиця Матінки Божої Фатімської
Місцева римсько-католицька громада належала до парафії Успіння Пресвятої Діви Марії у Кам'янці-Бузькій. У 1903 році, коли кількість католиків латинського обряду в селі перевищила півтисячі, було споруджено муровану філіальну каплицю. 16 вересня 1909 року її освятили на честь Матінки Божої Фатімської. У 1946—1993 роках святиня була закрита. Нині Руду Сілецьку, як і до другої світової війни, обслуговують дієцезіальні священики з парафії Успіння Пресвятої Діви Марії у Кам'янці-Бузькій.
17 грудня 2023 року з нагоди 120-ліття каплиці Матінки Божої Фатімської преосвященний владика Петро у співслужінні духовенства звершив Архієрейську Божественну Літургію у храмі святого Юрія.

## Відомі люди
- Нафталі Ботвін (19.02.1905 — 6.08.1925) — польський комуніст єврейського походження, діяч польського робітничого руху, член КПЗУ[19].
- Грицина Богдан Зіновійович (1998-2022) — український військовик, солдат Збройних сил України, учасник російсько-української війни, загинув у м. Попасна. Нагороджений орденом «Хрест Героя».
- Жук Ігор Теодорович (нар. 1951) — український бард, поет-пісняр, театральний та кінодраматург.
- Саксін Андрій Михайлович (1973—2014) — український військовик, солдат Збройних сил України, учасник російсько-української війни, загинув під Іловайськом.

## Галерея

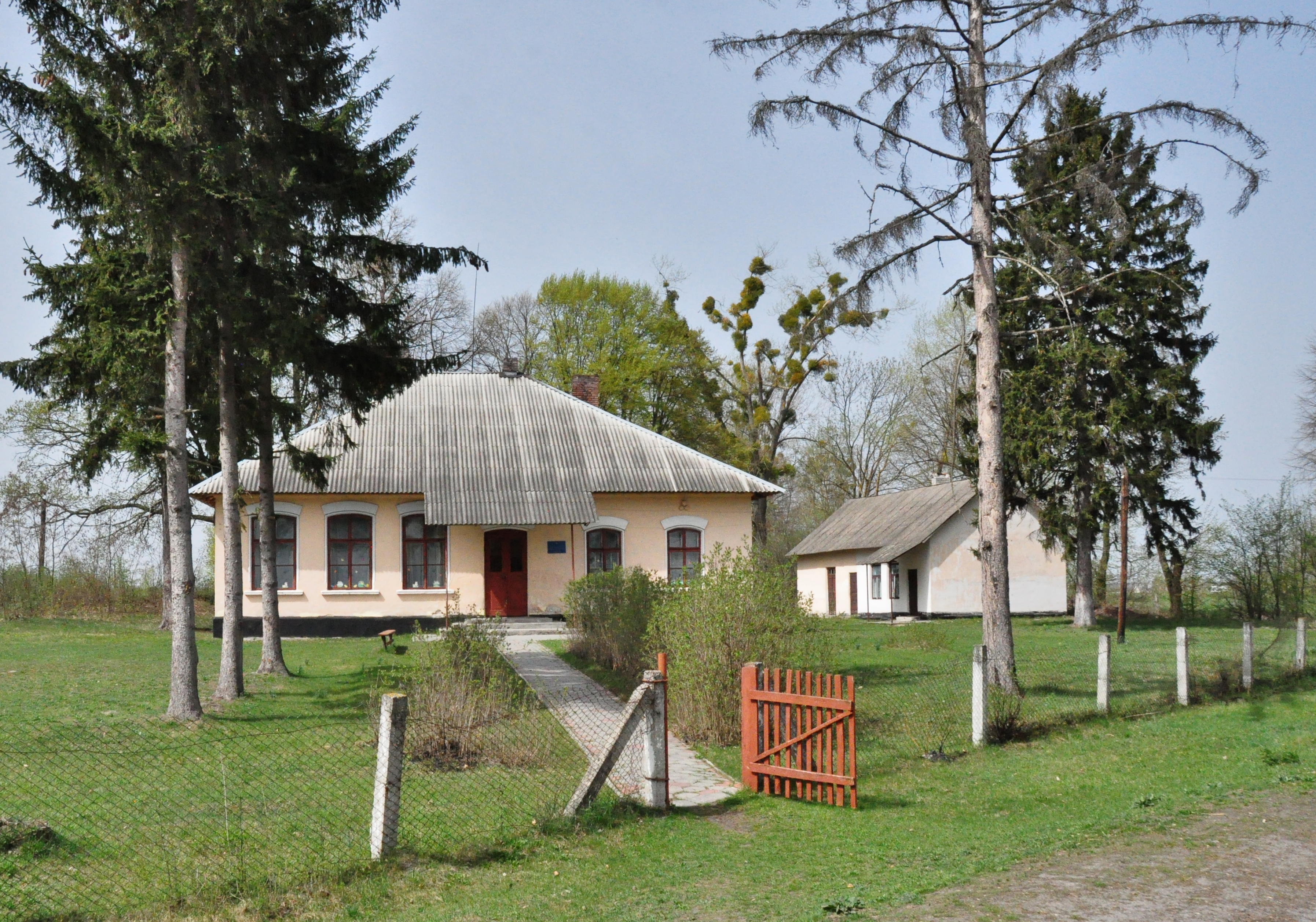
Сільська школа
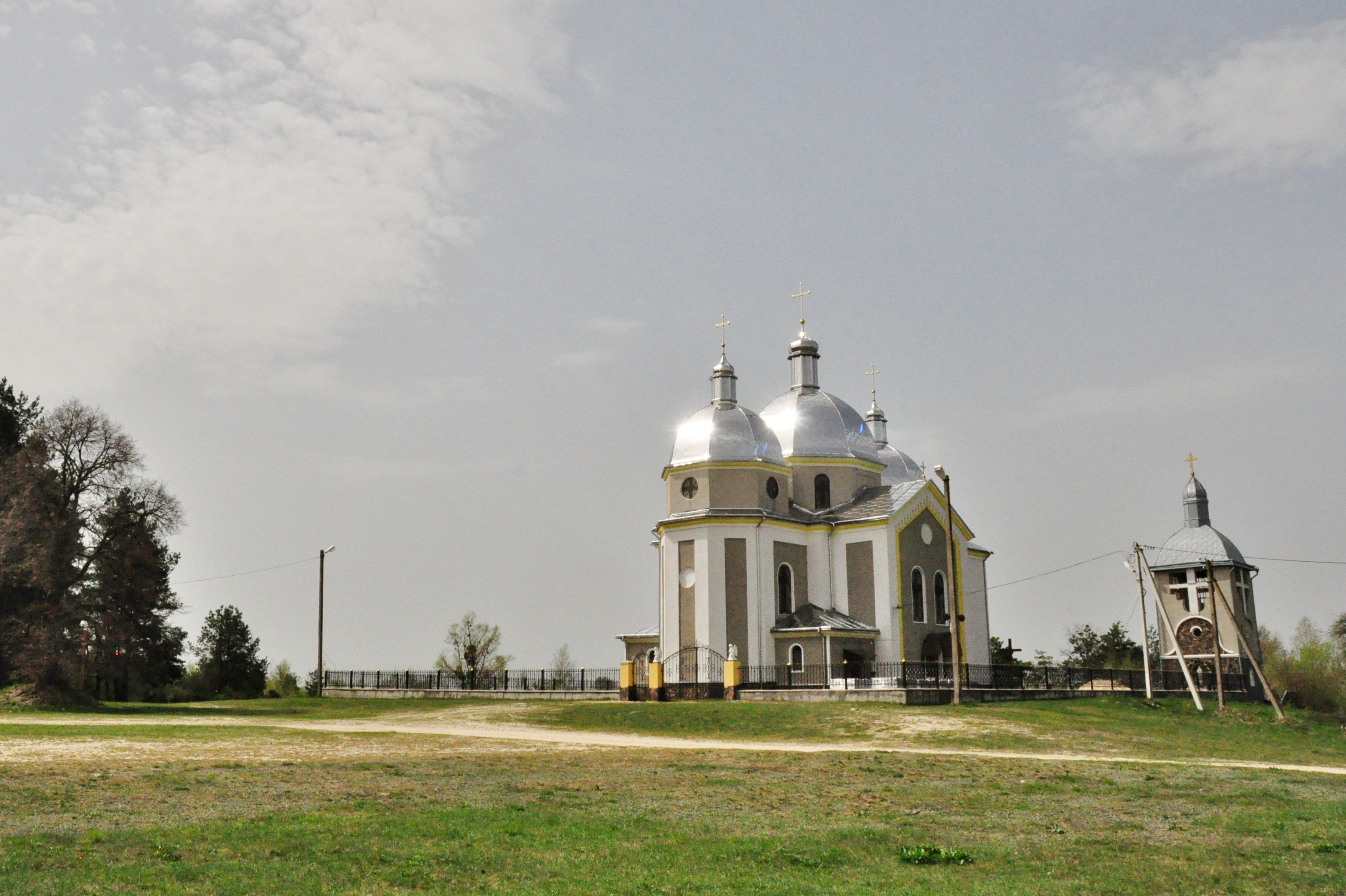
Церква святого Великомученика Юрія
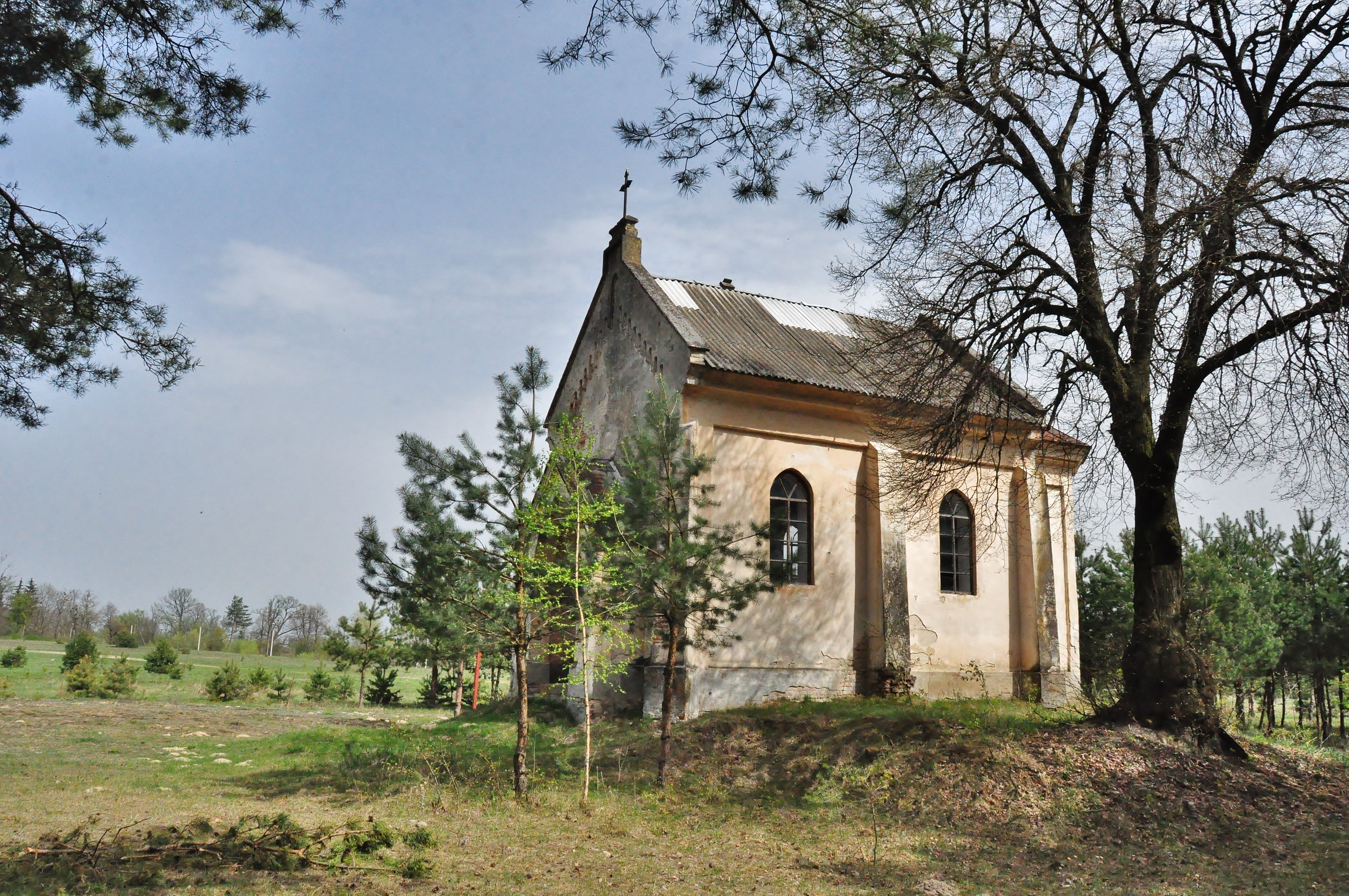
Каплиця Матінки Божої Фатімської